# Gypona etrina
Gypona etrina är en insektsart som beskrevs av Delong 1980. Gypona etrina ingår i släktet Gypona och familjen dvärgstritar. Inga underarter finns listade i Catalogue of Life.